# VM i judo 1965
VM i judo 1965 var det 4. verdensmesterskab for herrer og blev afholdt i Rio de Janeiro i Brasilien fra 14. til 17. oktober 1965.

## Medaljeoversigt

### Herrer
| Vægtklasse | Guld             | Sølv                 | Bronze                        |
| ---------- | ---------------- | -------------------- | ----------------------------- |
| -68 kg     | Hirofumi Matsuda | Hiroshi Minatoya     | Park Kiel-Soon Oleg Stepanov  |
| -80 kg     | Isao Okano       | Kenichi Yamanaka     | James Bregman Kim Eui-tae     |
| +80 kg     | Anton Geesink    | Mitsuo Matsunaga     | Doug Rogers Seiji Sakaguchi   |
| Åben       | Isao Inokuma     | Anzor Kibrotsashvili | Anzor Kiknadze Peter Snijders |

### Medaljefordeling
| Rank              | Nation              | Guld | Sølv | Bronze | Total |
| ----------------- | ------------------- | ---- | ---- | ------ | ----- |
| 1                 | Japan (JPN)         | 3    | 3    | 1      | 7     |
| 2                 | Holland (NED)       | 1    | 0    | 1      | 2     |
| 3                 | Sovjetunionen (URS) | 0    | 1    | 2      | 3     |
| 4                 | Sydkorea (KOR)      | 0    | 0    | 2      | 2     |
| 5                 | Canada (CAN)        | 0    | 0    | 1      | 1     |
| 5                 | USA (USA)           | 0    | 0    | 1      | 1     |
| Total (6 nations) | Total (6 nations)   | 4    | 4    | 8      | 16    |